# Засоби масової інформації у Киргизстані
Засоби масової інформації у Киргизстані користуються більшою свободою у порівнянні із сусідніми країнами в регіоні, а конституція гарантує свободу преси і забороняє цензуру. Проте, ЗМІ, як і раніше, обмежені урядом. ОБСЄ випустила звіт про етичні стандарти у друкованих та онлайн-ЗМІ Киргизстану.

## Газети та журнали
У 2003 році вісім із 25-30 газет і журналів Киргизстану належали державі, а державне видавництво «Учкун» було основним видавцем газет у країні.

## Телебачення та радіо
Конкуренція серед засобів масової інформації спотворюється сильною державною підтримкою проурядових газет і мовних компаній. На початку 2000-х років все більше число таких торгових точок контролювалося особами, пов'язаними з урядом. Наразі в Киргизстані існує 8 державних і 20 приватних телевізійних мереж, де уряд обмежує мовлення і в минулому залякувало або закривало приватні мережі, які висловлювали думку опозиції. Є 23 FM-радіостанції і, в цілому, 13 AM-станцій. Державні ЗМІ є домінувальними, а спроби приватизувати їх з боку опозиції заблокувалися президентом Курманбеком Бакієвим. Більшість приватних мереж базуються у столиці країни, Бішкеку. У 2004 році на 1000 чоловік приходилося 187,6 телевізора; про використання радіо інформації немає.
Як телебачення і радіо, новинні ЗМІ обмежені у тому, що вони можуть повідомляти, і рідко критикують уряд. Журналісти в минулому зазнавали переслідувань і залякування, які були як за, так і проти уряду, і протестували, коли президент взяв на себе роль заступника директора у державній корпорації суспільного мовлення Киргизької Республіки. Існують державні і приватні агентства киргизькою, російською та англійською мовами. Наклеп є таким діянням, що передбачає кримінальне покарання.
Після зміни уряду у 2005 році опозиційні погляди в цілому отримали більше уваги ЗМІ, ніж раніше. Однак доступ представників ЗМІ до опозиції залишався обмеженим. Опозиційний телеканал «Березень» закрився за рішенням киргизького суду.

## Інтернет
Більше 34 відсотків населення Киргизстану використовували Інтернет до 2016 року. Зростання використання Інтернету призвело до того, що онлайн-ЗМІ стали більш значними і відігравали все більшу роль у політичних процесах країни. Кращим прикладом цього були антикорупційні протести, проведені в Бішкеку у листопаді і грудні 2019 року, після того, як Kloop опублікував дослідження спільно з Радіо Свобода і Центром з дослідження корупції та організованої злочинності про масову корупцію у киргизькій митній службі.